# Land Salzburg
Land Salzburg (tyska: Land Salzburg) är ett förbundsland i Österrike som gränsar till Tyskland och Italien samt förbundsländerna Oberösterreich, Steiermark, Kärnten och Tyrolen. Huvudstad är Salzburg. Befolkningen uppgår till knappt 570 000 som gör att det är ett av de minst befolkade förbundsländerna.

## Historia
Större delen av förbundslandet utgörs av territorier från Ärkebiskopsdömet Salzburg som existerade 1278–1803. Förbundslandets Salzburgs vapen är också baserat på ärkebiskopsdömets vapen.

## Administrativ indelning
Förbundslandet Salzburg är indelat i en stad med egen statut (ingår ej i distrikt) och fem distrikt. Distrikten benämns ofta med ett äldre namn för området, ett gau-namn.
- Stad med egen statut:  Salzburg
- Distrikt: 
  - Hallein (Tennengau)
  - Salzburg-Umgebung (Flachgau)
  - Sankt Johann im Pongau (Pongau)
  - Tamsweg (Lungau)
  - Zell am See (Pinzgau)